# 黄家镇 (隆昌市)
黄家镇，是中华人民共和国四川省内江市隆昌市下辖的一个乡镇级行政单位。2019年12月，撤销桂花井镇，将其所属行政区域划归黄家镇管辖。

## 行政区划
黄家镇下辖以下地区：
龙威村、黄家社区、先锋社区、南华村、九子岩村、黔峰村、长勇村、大同村、熊家林村、酒谷村、龙王村、郭家祠村、施家村、矮洞村、张狮村、观音岩村、大佛村、木匠冲村、共和村、新凤村、利群村、塘湾村、新光村、何家林村、红星村、中心村、白沙村、螺蛳村、白龙村、莫家村、九龙村、集和村和马槽村。